# Podalgebra
Podalgebra – podzbiór algebry ogólnej, zamknięty ze względu na działania zdefiniowane w algebrze.
"Algebra", rozumiana jako struktura, często oznacza przestrzeń wektorową lub moduły wyposażone w dodatkową dwuliniową operację. Algebry w algebrze uniwersalnej są dużo bardziej ogólne: to zwykłe uogólnienie wszystkich struktur algebraicznych. Podalgebra może być podzbiorem obu przypadków.

## Podalgebry algebr nad pierścieniem lub ciałem
Podalgebra algebry nad ciałem to podprzestrzeń wektorowa, która zamknięta jest w iloczynie wektorów. Ograniczenie multiplikacji algebry czyni ją algebrą nad tym samym pierścieniem lub ciałem. Pojęcie to odnosi się również do większości specjalizacji, w których multiplikacja musi również spełnić dodatkowe właściwości, np. w algebrze Liego. Wyłącznie w algebrze unitarnej istnieje specjalne pojęcie podalgebry z jedynką, gdzie wymagane jest, aby jedynka podalgebry była również jedynką większej algebry.

### Przykład
Macierze 2 x 2 nad ciałem liczb rzeczywistych tworzą algebrę z jedynką w sposób oczywisty. Macierze 2 x 2, w których wszystkie liczby to zera, poza pierwszą na przekątnej tworzą podalgebrę.

## Podalgebry w algebrze uniwersalnej
W algebrze uniwersalnej podalgebra algebry A jest podzbiorem S algebry A, który również ma strukturę algebry tego samego typu, wtedy gdy operacje algebraiczne są ograniczone do S. Jeśli aksjomaty rodzaju struktury algebraicznej opisano przez prawa równości, co zwykle dzieje się w algebrze uniwersalnej, wtedy jedyne, co musi zostać sprawdzone to czy zbiór S jest domknięty za względu na wszystkie działania zdefiniowane w algebrze A.
Niektórzy autorzy rozważają algebry z funkcjami częściowymi. Dla nich istnieją różne sposoby definiowania podalgebr. Innym uogólnieniem algebr jest dopuszczenie relacji. Te bardziej ogólnie nazywane są strukturami i studiowane są w teorii modeli oraz w algorytmice.

### Przykład
Przykładowo standardową sygnaturą grupy w algebrze uniwersalnej jest(×,  −1,1). (Odwrócenie i jedynka są potrzebne do otrzymania właściwych pojęć homomorfizmu i możliwości przedstawienia praw grupy jako równań.) Zatem podgrupą grupy G jest podzbiór S z grupy G taki, że:
- tożsamość e z G należy do S (tak, że S jest zamknięte w stałej operacji tożsamości);
- gdy x należy do S, x−1 również należy do S (tak, że S jest zamknięte w operacji odwrotności);
- gdy x i y należą do S, x * y również należy do S (tak, że S jest zamknięte w operacji multiplikacji grupy).